# Dirk Dautzenberg
Dirk Dautzenberg (7 de octubre de 1921 – 15 de febrero de 2009) fue un actor y director alemán.

## Biografía
Su verdadero nombre era Wilhelm Dietrich Dautzenberg, y nació en Duisburgo, Alemania. Tras finalizar sus estudios de secundaria, Dautzenberg completó su formación como actor en la Immermann-Schauspielschule de Düsseldorf y en la Hessische Landesmusikschule de Darmstadt, donde estudió entre 1943 y 1945. Se inició como actor teatral en Herford, actuando posteriormente en la Ópera Estatal de Braunschweig, el Landestheater de Detmold, el Staatstheater de Darmstadt, el Teatro Estatal de Maguncia, el Teatro de Baden-Baden, el Teatro de Kiel, la compañía Wuppertaler Bühnen, el Städtische Bühnen de Fráncfort del Meno y el Städtische Bühnen de Colonia. Además, tuvo actuaciones especiales en otros escenarios, trabajando igualmente con frecuencia como director.
En 1955, Dautzenberg debutó en el cine con Die Mädels vom Immenhof. Después actuó en la película bélica de Frank Wisbar Haie und kleine Fische, en el thriller Mordnacht in Manhattan, protagonizado por George Nader, en la adaptación de una historia de Heinrich Böll Ansichten eines Clowns, y en las comedias Alles im Eimer, con Dieter Hallervorden, y Otto – Der neue Film, con Otto Waalkes.
A partir de 1960 Dautzenberg participó en numerosas producciones televisivas, tanto telefilmes como series, entre ellas Derrick, Der Alte, Der Forellenhof, Stahlnetz, Tatort, Der Kommissar, Unsere Hagenbecks y Butler Parker, dándole gran popularidad la última de ellas.
Desde 1952 trabajó con frecuencia como actor radiofónico para emisoras como Südwestfunk, Hessischer Rundfunk y Westdeutscher Rundfunk, interpretando en un principio papeles de reparto, y primeros personajes ya avanzada su carrera.
En 1991, junto a Martin Wiebel, Cordt Schnibben, Claudia Rohe, Jürgen Flimm y Hans Christian Blech, recibió el Premio Grimme de plata por su trabajo en Wer zu spät kommt – Das Politbüro erlebt die deutsche Revolution.
Dirk Dautzenberg falleció en Wilhelmshaven, Alemania, en 2009. Fue enterrado en el Cementerio Aldenburg de dicha ciudad.

## Filmografía (selección)
- 1955 : Die Mädels vom Immenhof
- 1957 : Haie und kleine Fische
- 1959 : Peterchens Mondfahrt (telefilm)
- 1965 : Mach's Beste draus (telefilm)
- 1965 : Mordnacht in Manhattan
- 1966 : Die Gentlemen bitten zur Kasse (miniserie TV)
- 1966 : Gewagtes Spiel (serie TV), episodio Drei Giraffen
- 1966 : Kostenpflichtig zum Tode verurteilt (telefilm)
- 1967 : Heißes Pflaster Köln
- 1968 : Ein Mann namens Harry Brent (miniserie TV)
- 1968 : Stahlnetz (serie TV), episodio Ein Toter zuviel
- 1968 : Spedition Marcus (serie TV)
- 1968 : Herr Kannt gibt sich die Ehre (telefilm)
- 1968 : Mord in Frankfurt (telefilm)
- 1969 : Der Kommissar (serie TV), episodio Die Schrecklichen
- 1969 : Der Schelm von Istanbul (telefilm)
- 1969 : Die Ratten (telefilm)
- 1969 : Die Kuba-Krise 1962 (telefilm)
- 1970 : Die Abiturienten (telefilm)
- 1970 : Hamburg Transit (serie TV), episodio 35 Minuten Verspätung
- 1971 : Der Kommissar (serie TV), episodio Ende eines Tanzvergnügens
- 1971 : Augenzeugen müssen blind sein (telefilm)
- 1972 : Der Kommissar (serie TV), episodio Der Tennisplatz
- 1972 : Dem Täter auf der Spur (serie TV), episodio Ohne Kranz und Blumen
- 1972–1973 : Butler Parker  (serie TV)
- 1973 : Mein Onkel Benjamin (telefilm)
- 1974 : Der Kommissar (serie TV), episodio Warum es ein Fehler war, Beckmann zu erschießen
- 1975 : Ansichten eines Clowns
- 1975 : Derrick (serie TV), episodio Pfandhaus
- 1975 : Tatort (serie TV), episodio Tod eines Einbrechers
- 1975 : Beschlossen und verkündet (serie TV), episodio Der rote Hahn
- 1976 : Anita Drögemöller und die Ruhe an der Ruhr
- 1976 : Der Kommissar (serie TV), episodio Tod im Transit
- 1976 : Tatort (serie TV), episodio Zwei Leben
- 1976 : Derrick (serie TV), episodio Kalkutta
- 1978 : MS Franziska (serie TV)
- 1979 : Derrick (serie TV), episodio Tandem
- 1979 : Der Alte (serie TV), episodio Ein Parasit
- 1979 : Derrick (serie TV), episodio Ein Todesengel
- 1980 : Derrick (serie TV), episodio Der Tod sucht Abonnenten
- 1980 : Tatort (serie TV), episodio Schönes Wochenende
- 1980 : Der Alte (serie TV), episodio Magdalena
- 1981 : Derrick (serie TV), episodio Am Abgrund
- 1981 : Alles im Eimer
- 1982 : Derrick (serie TV), episodio Ein unheimliches Erlebnis
- 1983 : Derrick (serie TV), episodio Die Schrecken der Nacht
- 1984 : Derrick (serie TV), episodio Ein Mörder zu wenig
- 1984 : Polizeiinspektion 1 (serie TV), episodio Weinkenner
- 1985 : Die Schwarzwaldklinik (serie TV), episodio Der Dieb
- 1986 : Ein Fall für zwei (serie TV), episodio Blinder Hass
- 1986 : Der Alte (serie TV), episodio Der Trugschluß
- 1986 : Detektivbüro Roth (serie TV), episodio Das stinkt dem Schnüffler
- 1987 : Otto – Der neue Film
- 1988 : Die Männer vom K3 (serie TV), episodio Familienfehde
- 1988 : A.D.A.M.
- 1990 : Wer zu spät kommt – Das Politbüro erlebt die deutsche Revolution (telefilm)
- 1990 : Der Alte (serie TV), episodio Die Braut ohne Gedächntis
- 1992–1994 : Unsere Hagenbecks (serie TV)
- 1993 : Kein Pardon
- 1996 : Auf Achse (serie TV), episodio Falsche Freunde

## Radio
- 1952 : Friedrich Dürrenmatt: Der Prozeß um des Esels Schatten, dirección de Karl Peter Biltz
- 1952 : Otto Schrag: Die Antwort, dirección de Christian Boehme
- 1952 : Günter Eich: Blick auf Venedig, dirección de Karlheinz Schilling
- 1952 : Paul Hühnerfeld: Programa basado en el film El gran carnaval, dirección de Karl Peter Biltz
- 1952 : Carl Dietrich Carls: Der Fall Axel Petersen, dirección de Gerd Beermann
- 1952 : Emery Bonett, Erwin Wickert: Unkraut unter dem Weizen, dirección de Karl Peter Biltz
- 1952 : Robert Neumann: Die Puppen von Poshansk, dirección de Karl Peter Biltz
- 1952 : Fred von Hoerschelmann: Amtmann Enders. Fassung II, dirección de Karlheinz Schilling
- 1952 : Christian Bock: Das sonderbare Telefon, dirección de Alois Garg
- 1952 : Fred von Hoerschelmann: Ich bin nicht mehr dabei, dirección de Gert Westphal
- 1952 : James Krüss: Der Sängerkrieg der Heidehasen, dirección de Gerd Beermann
- 1952 : Hans Fallada: Wer einmal aus dem Blechnapf frisst, dirección de Gerd Beermann
- 1952 : Daphne du Maurier: Die Vögel, dirección de Karl Peter Biltz
- 1953 : Theodor Plievier: Moskau, dirección de Gert Westphal
- 1953 : Ernst von Khuon: Raumstation I beherrscht die Erde, dirección de Gerd Beermann
- 1953 : Josef Martin Bauer: Der größte Abenteurer des Jahrhunderts, dirección de Karl Peter Biltz
- 1953 : Werner-Jörg Lüddecke: Die Schönheitskönigin, dirección de Fritz Schröder-Jahn
- 1953 : Hans Werner Richter: Sie fielen aus Gottes Hand, dirección de Gert Westphal
- 1953 : James Hagan: Ein Sonntagnachmittag, dirección de Gert Westphal
- 1954 : Ernst Wiechert: Der verlorene Sohn, dirección de Oskar Werner
- 1956 : Erwin Wickert: Unter falscher Flagge. Von Spioninnen und Spionen: Der Spion Richard Sorge, dirección de Gerd Beermann
- 1957 : Hans Christian Andersen: Tobias mit dem fliegenden Koffer, dirección de Julius Albert Flach y Frank Scharf
- 1958 : Thomas Wolfe: Herrenhaus, dirección de Günther Rennert
- 1958 : John P. Wynn: Inspektor Hornleigh auf der Spur, dirección de Hermann Pfeiffer
- 1958 : Wolfgang Altendorf: Es geschah in …, episodio Der schwarze Rabe, dirección de Hermann Pfeiffer
- 1959 : Rudyard Kipling: Fischerjungs (1ª parte), dirección de Hermann Pfeiffer
- 1959 : Herbert Hennies: Der Mann im Mond, dirección de Hermann Pfeiffer
- 1961 : Richard Hughes: Gefahr, dirección de Ulrich Lauterbach
- 1961 : Albert Camus: Der Fremde, dirección de Rolf Hädrich
- 1961 : Marian-Georges Valentini: Das internationale Hörspiel: Das Spiel von Elsenberg, dirección de Fränze Roloff
- 1962 : Carmen Rossinelli: Die Liebenden von Teruel, dirección de Mathias Neumann
- 1967 : Rudolf Schlabach: Klauböcke un Spione, dirección de Wolfram Rosemann
- 1967 : Bertolt Brecht: Furcht und Elend des Dritten Reiches, dirección de Peter Schulze-Rohr
- 1968 : Karlhans Frank: Im Gedränge. Alle meine Knaben – So ein Gedränge, dirección de Danielo Devaux
- 1968 : Wilfried Schilling: Attentat auf einen Patrioten, dirección de Friedhelm Ortmann
- 1968 : Paul Schallück: Pipo oder Panik in Planstelle O., dirección de Gustav Burmester
- 1968 : Henry Fielding: Das Leben Jonathan Wilds des Großen (3ª parte), dirección de Hans Gerd Krogmann
- 1969 : Erika Runge: Die Funkerzählung: Bottroper Protokolle, dirección de Peter Schulze-Rohr
- 1969 : Michel Déon: Ein Egoist, dirección de Gerd Beermann
- 1969 : Renke Korn: Picknick, dirección de Heinz Wilhelm Schwarz
- 1972 : Michael Molsner: Ein bißchen Spaß, dirección de Heinz Wilhelm Schwarz
- 1972 : Otto Jägersberg: He, he, ihr Mädchen und Frauen, dirección de Otto Düben
- 1973 : Hartmut Lange: Herr Rietbauer verschwindet, dirección de Edward Rothe
- 1973 : Max von der Grün: Wenn der Abend kommt, dirección de Hans Gerd Krogmann
- 1973 : Margarete Jehn: Mit mir nich', Hansi, dirección de Hartmut Kirste
- 1975 : F. W. Willetts: Fluchtversuch, dirección de Fritz Schröder-Jahn
- 1976 : Max von der Grün: Die Absturzstelle, dirección de Hans Gerd Krogmann
- 1976 : Alfred Andersch: Tapetenwechsel, dirección de Günther Sauer
- 1981 : Helmut Walbert: Ein bißchen Freiheit, dirección de Hartmut Kirste
- 1986 : Fitzgerald Kusz: Die Bestellung, dirección de Frank Hübner
- 1986 : Rhys Adrian: Das Wartezimmer, dirección de Heinz Wilhelm Schwarz